# 불멸의 여자
《불멸의 여자》는 2023년에 개봉한 대한민국의 영화이다.

## 캐스팅

### 주연
- 이음 : 희경 역
- 윤가현 : 정란 역

### 조연
- 이정경 : 승아 역
- 윤재진
- 안내상 : 상필 역